# Britomartis
Britomartis, starořecky Βριτομαρτις, je v řecké mytologii panenská bohyně loveckých a rybářských sítí a sítí na lov ptactva, často ztotožňovaná s Artemidou. Je dcerou Dia a Karmé, bohyně „sklizně“. Byla také nazývána Diktynna „sítí“ (Δικτυννα), Afaia „zmizelá“ (Αφαια) a Lafiria „kořisti“ (Λαφρια). Význam jména bohyně je nejasný, latinský gramatik Gaius Julius Solinus jej odvozoval z krétského dialektu a vykládal jako „sladká panna“.

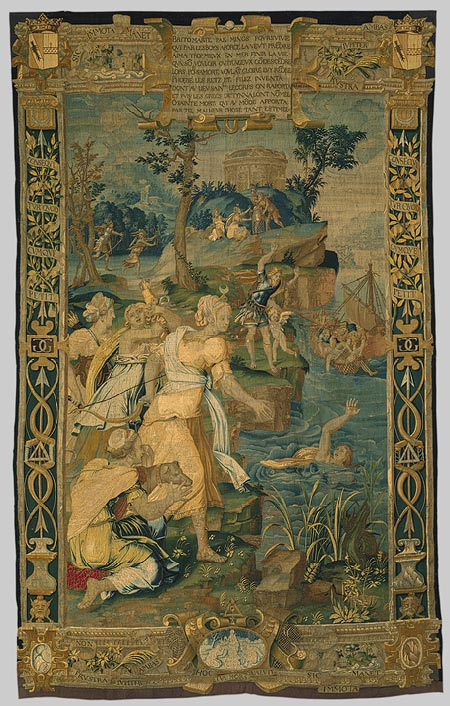
Tapisérie Topení Britomartidy, snad podle návrhu Jeana Cousina staršího

Kallimachos z Kyrény ji ve svém hymnu na Artemidu z 3. století př. n. l. nazývá Britomartidu nejmilejší nymfou Artemidy, lovkyní jelenů, lukostřelkyní a spojuje ji s krétskou Gortynou. Vypráví, že se do ní zamiloval král Mínós a nymfa se před ním devět měsíců schovávala a nakonec skočila z útesu, přičemž byla zachycena do rybářských sítí a tím zachráněna. Útes, z kterého skočila, byl pak po ní nazýván Diktaion a byl jí na něm postaven oltář a přinášeny oběti. Diodóros Sicilský ve své Historické knihovně z 1. století př. n. l. vypráví, že se narodila v krétském městě Kainó a to Diovi a Karnó, dceři Eubolea a vnučce Démétéry, a byla vynálezkyní loveckých sítí. Příběh o tom, že padla do rybářských sítí, považuje za urážlivý a poukazuje na to že bohyně by nepotřebovala pomoc od smrtelníků. V různých zdrojích se hovoří o jejím kultu a chrámech na Krétě, konkrétně v Kydónii a Lyktu, na Aigině, v lakónské Spartě a Hypsu a na Kefalonii. Aristofanés, orfické hymny a Apuleius Britomartidu ztotožnili s Artemidou.